# Storytel

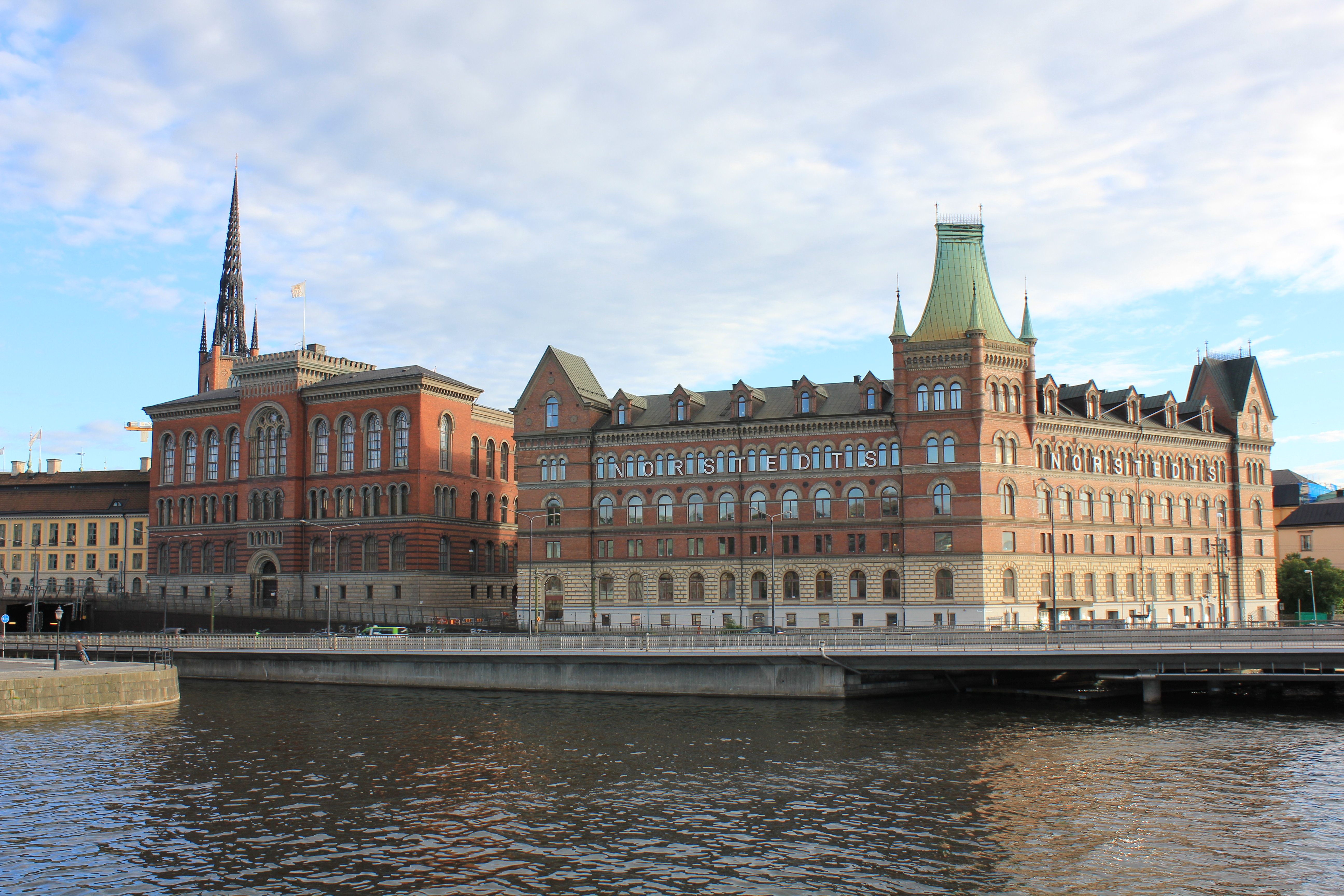
Storytels huvudkontor på Riddarholmen i Stockholm.

Storytel är ett svenskt börsnoterat företag och bokförlag, vars affärsidé är att erbjuda tjänsten strömning över internet  för att lyssna på ljudböcker från eget och andras förlag i mobilen. Användarna betalar en månadsavgift och får fri tillgång till de ljudböcker och e-böcker som finns i tjänsten.

## Historia
Storytel grundades 2005 av Jonas Tellander (VD) och Jon Hauksson (systemarkitekt och chefsutvecklare) under namnet Bokilur. 2007 bytte företaget namn till Storytel för att underlätta en internationell expansion.
2005 lanserade Storytel sin första app i form av en java-applet och startade samarbete med mobiloperatörer för att användarna inte ska behöva betala extra för datatrafiken. 2009 medverkade Jonas Tellander i SVT:s Draknästet för att få finansiering till bolagets utveckling. En av riskkapitalisterna, Richard Båge, valde att investera i Storytel.
År 2013 köpte bolaget ljudboksförlagen Storyside och Earbooks och började producera allt mer eget innehåll. Samma år expanderade företaget och etablerade sig i Danmark och Nederländerna (med Rubinstein Audio). Från 2014 inkluderade man e-böcker i sitt erbjudande. Samtidigt släpptes en ny version av deras Iphone-app med en funktion som ger användarna möjlighet att synkront skifta mellan ljudbok och e-bok. Samma år tog Storytel över Stora Ljudbokspriset och införde en årlig ljudboksgala där priset delas ut. Under 2014 lanserades Storytel även i Norge.

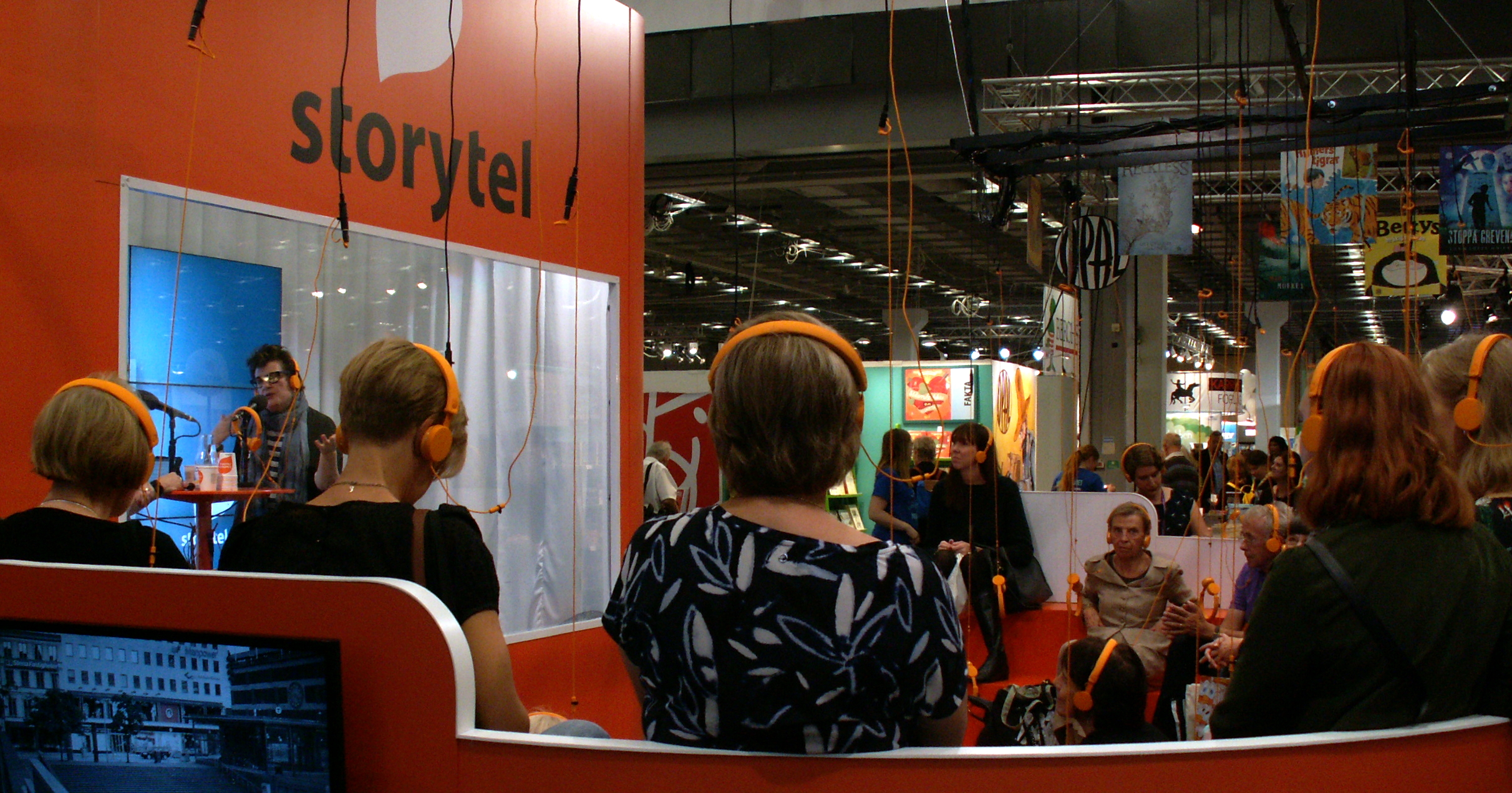
Storytels närvaro på bokmässan i Göteborg utmärks av författarpresentationer via glasruta och hörlurar (i linje med sin egen kärnverksamhet).

I juni 2015 skedde ett sammangående med bokförlaget Massolit. Företaget blev samtidigt börsnoterat på Aktietorget. 22 juni 2016 väckte de stor uppmärksamhet med beskedet om att ta över Norstedts förlagsgrupp av Kooperativa Förbundet.
Under 2016 köpte Storytel även upp den danska boktjänsten Mofibo och blev därmed Nordens största boktjänst för ljudböcker och e-böcker med verksamhet i Sverige, Danmark, Norge, Finland, Nederländerna och Polen. Mofibo finns idag kvar som varumärke i Danmark parallellt med Storytel. I februari 2017 förvärvade Storytel Kontentan förlag med inriktning på koncentrat av facklitteratur och i mars 2017 tog de över Danmarks fjärde största förlag, People's Press. I september 2019 förvärvade Storytel Finlands äldsta förlag Gummerus.  2020 köpte Storytel majoriteten av aktierna i det marknadsdominerande isländska förlaget Forlagið.
I mars 2021 förvärvade Storytel 70 procent av förlaget Lind & Co för en hemlig köpeskilling. Kristoffer Lind fortsätter som vd och ägare av de resterande 30 procenten.
Genom avtal med de flesta svenska förlag förmedlar Storytel i princip alla ljudböcker som finns i deras kataloger och omfattar tusentals titlar. Genom avdelningen Storyside ger de även ut böcker i skriven form, genom de införlivade bokförlagen.
I november 2021 ingick Storytel ett avtal om att förvärva Audiobooks.com från det globala investmentbolaget KKR (Kohlberg Kravis Roberts), till ett enterprise value om USD 135 miljoner, på en skuld- och kassafri basis. Audiobooks.com är ett av de ledande ljudboksförlagen i USA.
Genom detta förvärv inledde Storytel sin etablering i de engelskspråkiga delarna av världen och följer sin strategi att expandera på mogna marknader. 
Sedan januari 2022 har Storytel över 2 miljoner abonnenter i fler än 25 länder. Förutom i Norden (Danmark, Finland, Island, Norge och Sverige) finns Storytel bland annat i Brasilien, Bulgarien, Colombia, Förenade Arabemiraten, Indien, Italien, Mexiko, Nederländerna, Polen, Singapore, Spanien, Sydkorea, Turkiet och Tyskland.
Katalogen består av över en miljon titlar på fler än 40 språk.
Enligt en svensk undersökning från 2022 hade 12 % av de svenska internetanvändarna över 8 år använt Storytel under det senaste året.

## Utmärkelser och nomineringar
Storytel har blivit utsedd till DI Gasell 2013 och 2014 med en treårstillväxt på cirka 600 %. De finns med på Computer Swedens lista över HIT-bolag med en 7:e plats 2013 och en 4:e plats 2014.